# Narraweena (Nova Gales do Sul)
Narraweena é um subúrbio no norte de Sydney, no estado da Nova Gales do Sul, na Austrália.